# Грабішиці-Середні
Грабішиці-Середні (пол. Grabiszyce Średnie, нім. Mittel Gerlachsheim) — село в Польщі, у гміні Лешна Любанського повіту Нижньосілезького воєводства.
Населення — 353 особи (2011).
У 1975-1998 роках село належало до Єленьоґурського воєводства.

## Демографія
Демографічна структура станом на 31 березня 2011 року:
|          | Загалом | Допрацездатний вік | Працездатний вік | Постпрацездатний вік |
| -------- | ------- | ------------------ | ---------------- | -------------------- |
| Чоловіки | 183     | 36                 | 131              | 16                   |
| Жінки    | 170     | 35                 | 100              | 35                   |
| Разом    | 353     | 71                 | 231              | 51                   |